# Barra FC (SC)
Der Barra Futebol Clube, in der Regel kurz Barra oder Barra SC genannt, ist ein 2013 gegründeter brasilianischer Fußballverein aus Balneário Camboriú im Bundesstaat Santa Catarina.
Aktuell spielt der Verein in der vierten brasilianischen Liga, der Série D, sowie in der Staatsmeisterschaft von Santa Catarina.

## Erfolge
- Staatsmeisterschaft von Santa Catarina – Série B: 2021
- Staatsmeisterschaft von Santa Catarina – Série C: 2015

## Stadion
Der Verein trägt seine Heimspiele im Estádio Doutor Hercílio Luz in Itajaí aus. Das Stadion hat ein Fassungsvermögen von 10.000 Personen.

## Trainer
Stand: 23. November 2024
| Trainer         | Nation            | von                | bis             |
| --------------- | ----------------- | ------------------ | --------------- |
| Tcheco          | Brasilien         | 14. Mai 2019       | 28. Juni 2019   |
| Júnior Rocha    | Brasilien         | 16. September 2020 | 22. Januar 2021 |
| Fabiano Soares  | Brasilien Spanien | 19. Mai 2021       | 22. Juni 2021   |
| Moisés Egert    | Brasilien         | 28. Juni 2021      |                 |
| Matheus Costa   | Brasilien         | 19. Oktober 2021   | 3. Mai 2022     |
| Hemerson Maria  | Brasilien         | 24. August 2022    | 15. März 2023   |
| Eduardo Souza   | Brasilien         | 19. September 2023 | 4. April 2024   |
| Rafael Lacerda  | Brasilien         | 4. April 2024      | 24. Mai 2024    |
| Rafael Piccinin | Brasilien         | 24. Mai 2024       | 6. Juni 2024    |
| Felipe Surian   | Brasilien         | 7. Juni 2024       | 29. Juli 2024   |
| Renan Soares    | Brasilien         | 14. Juni 2024      | 17. Juni 2024   |